# Katie Hall (attrice)
Katie Hall (Oakham, 31 agosto 1990) è un soprano e attrice teatrale britannica.

## Biografia
Figlia di John Graham Hall ed Helen Williams, entrambi cantanti d'opera, ha fatto il suo debutto nel West End londinese nel 2008 come sostituta del ruolo di Christine Daaé nel musical The Phantom of the Opera in scena all'His Majesty's Theatre. L'anno successivo ha interpretato Cosette in Les Misérables in scena al Queen's Theatre del West End, mentre l'anno successivo ha interpretato nuovamente Cosette nella tournée britannica del musical e in uno speciale concerto per il venticinquesimo anniversario del musical all'O2 Arena con Alfie Boe e Nick Jonas.
Nel 2012 ha recitato nell'adattamento cinematografico di Les Misérables ed è tornata ad interpretare Christine Daaé nella tournée britannica di The Phantom of the Opera. Nel 2013 ha interpretato la protagonista Maria nella tournée britannica di West Side Story. Nel 2015 invece ha cantato il ruolo di Johanna Barker in un allestimento semiscenico di Sweeney Todd: The Demon Barber of Fleet Street al London Coliseum con Emma Thompson e Bryn Terfel. Nel 2015 ha cantato nuovamente con Bryn Terfel in un'edizione concertistica di Fiddler on the Roof alla Royal Albert Hall. Nel 2018 ha cantato alla Grande Opera i ruoli di Laurey in Oklahoma! e Cunegonda in Candide, per poi unirsi a una nuova tournée britannica e irlandese di Les Misérables, questa volta nella parte principale di Fantine, un ruolo che ha interpretato nuovamente nel West End londinese nella stagione 2023/2024.

## Filmografia
- Les Misérables in Concert: The 25th Anniversary, regia di Nick Morris (2010)
- The Phantom of the Opera at the Royal Albert Hall, regia di Nick Morris (2011)
- Les Misérables, regia di Tom Hooper (2012)